# Бенат
Бенат (фр. Benâte) насеље је и општина у западној Француској у региону Поату-Шарант, у департману Приморски Шарант која припада префектури Сен Жан д'Анжели.
По подацима из 2011. године у општини је живело 416 становника, а густина насељености је износила 37,58 становника/km². Општина се простире на површини од 11,07 km². Налази се на средњој надморској висини од 67 метара (максималној 109 m, а минималној 38 m).

## Демографија
| 1962. | 1968. | 1975. | 1982. | 1990. | 1999. | 2011. |
| ----- | ----- | ----- | ----- | ----- | ----- | ----- |
| 292   | 316   | 259   | 288   | 354   | 402   | 416   |

График промене броја становника у току последњих година